# Alton (Wiltshire)
Pour les articles homonymes, voir Alton.
Alton est une paroisse civile du Wiltshire, en Angleterre. Elle comprend les villages d'Alton Barnes et Alton Priors, ainsi que le hameau voisin de Honeystreet, situé sur le canal Kennet et Avon. Au moment du recensement de 2011, elle comptait 249 habitants.
Chacun des deux villages possède une église paroissiale. Celle d'Alton Barnes comprend des éléments remontant à la période anglo-saxonne (Xe et XIe siècles) et constitue un monument classé de Grade I, tandis que celle d'Alton Priors, dont les plus anciens éléments remontent au XIIe siècle, est un monument classé de Grade II*.

## Étymologie
Le nom Alton remonte aux éléments vieil anglais ǣwiell « source » et tūn « domaine, propriété ». Le village d'Alton Priors est attesté sous la forme Aweltun en 825, et apparaît dans le Domesday Book en tant que Auuiltone.